# Marquesado de Finale
El Marquesado de Finale fue un antiguo estado italiano situado en la Liguria que comprendía los territorios de los actuales municipios (comuni) de Finale Ligure, Calice Ligure, Rialto, Orco Feglino, Tovo San Giacomo, Magliolo, Bormida, Osiglia, Pallare, Carcare, Calizzano, Massimino, etc. El Marquesado del Finale constituía el más longevo reducto de la antigua Marca Alerámica. Los territorios, que posteriormente tomaron el nombre de Marquesado del Finale, fueron gobernados ininterrumpidamente durante seis siglos por la familia de los Alerámicos, conocidos como marqueses del Vasto durante el tiempo que gobernaron la marca de Savona, y posteriormente por los marqueses del Carretto cuando el territorio se constituyó como estado libre.

## Orígenes
El Marquesado del Finale se desarrolló sobre una parte de territorio donado en el 967 a Aleramo de Montferrato por el emperador Otón I, convirtiéndose de este modo durante siglos en feudo imperial.
Anselmo, hijo de Aleramo, dio origen a la dinastía de los marqueses de Savona, conocidos también como del Vasto, cuyo más famoso exponente fue Bonifacio del Vasto, que adquirió amplios dominios en Liguria y Piamonte. Entre 1142 y 1148 sus hijos se dividieron el patrimonio, dando origen a diversas dinastías feudales. Enrique del Vasto (conocido como Enrique I del Carretto), quinto hijo de Bonifacio, heredó la Marca de Savona en el momento en cual Savona y Noli se estaban ya constituyendo como comunas libres, siendo investido el 10 de junio de 1162 por el emperador Federico I Barbarroja.
El territorio de la Marca de Savona se extendía de la costa ligur (de Savona a Finale) hasta el valle del Bormida. También Cortemilia y Novello se unieron a los territorios de Enrique algunos decenios después, con la muerte sin herederos de Bonifacio, hermano de Enrique, obispo de Alba y marqués de Cortemilia. Al mismo tiempo, la muerte de Ugo de Clavesana, otro hijo de Bonifacio del Vasto, fue el origen de los derechos que los herederos de Enrique obtuvieron sobre la diócesis de Albenga y otros territorios del antiguo Marquesado de Clavesana.
De Enrique del Vasto descienden todos los Del Carretto, que en los siglos sucesivos rigieron el territorio. Enrique, no obstante, no utilizó nunca el nombre del Carretto, que fue atribuido a sus hijos por primera vez a partir de 1190. El nombre ha sido conectado con la posesión de un pequeño castillo sobre el Bormida llamado Carretto (aunque recientemente han surgido algunas objeciones a esta hipótesis).
El control de Enrique del Vasto sobre el vasto territorio de la Marca de Savona era más nominal que real a causa de la creciente autonomía de Savona, Noli, Alba y Alessandria. Ya en la primera mitad del siglo XII se fueron constituyendo como comunas independientes bajo la protección de Génova, y los acuerdos de 1153 con Savona y 1155 con Noli formalizaron su ya larga autonomía.
A pesar de la presencia de los derechos y bienes patrimoniales en Savona y Noli (derechos que fueron rescatados con dinero en constante en varios acuerdos que tuvieron lugar hacia finales de siglo), el control que Enrique del Vasto era capaz de ejercitar sobre la Liguria en el momento de su investidura en 1162 estaba reducido al territorio finalese. Por este motivo, no obstante las variaciones del título, es lógico establecer formalmente el año 1162 como la fecha del nacimiento del Marquesado de Finale, que durante las siguientes cuatro centurias mantuvo una continuidad dinástica, jurídica y territorial.
Hacia 1193 el núcleo urbano de Finalborgo fue amurallado por Enrique II del Carretto, hijo de Enrique del Vasto, que se cree que fue el primero en utilizar el título de Marqués de Finale, en 1188. Por muchos siglos, sin embargo, los del Carretto continuaron utilizando el título honorífico de marqueses de Savona, que recordaba los orígenes imperiales del título.
Tanto Enrique II como su hijo Giacomo fueron gibelinos, como Enrique del Vasto. Giacomo se casó con una hija natural del emperador Federico II de Hohenstaufen, Caterina da Marano. Después de la muerte de Giacomo del Carretto, sus dominios fueron divididos entre sus hijos, dando origen a tres dinastías distintas. Uno de estos tres estados, el llamado Terziere di Finale, se convirtió en estado soberano durante tres siglos, antes de pasar a ser dominio del rey de España en 1602. Los otros dos estados resultantes de la división fueron Millesimo, cuyos señores se pusieron bajo la protección de los marqueses de Montferrato y Novello. Con esta división, el territorio del marquesado limitaba además de con los Alpes Marítimos, con el valle del Bormida entre Calizzano y Carcare. La propiedad de Carcare (condivisa con otros del Carretto) permitía el acceso a Alessandria, lo que hizo que el marquesado mantuviese una posición estratégica como único punto de acceso marítimo al Ducado de Milán no controlado por Génova.
En el siglo XIV, además, los del Carretto, gracias al matrimonio de Enrique, tercer hijo del marqués Giorgio, con Caterina de Clavesana, dieron origen a los marquesados de Zuccarello y Balestrino, entre Finale y Albenga.
A pesar de la soberanía reconocida por el emperador, los del Carretto tuvieron que defender continuamente su propia autonomía frente a las ambiciones de la República de Génova, que consideraba los territorios de los marqueses de Savona como una espina en el flanco (dividiendo en dos sus propios territorios). En el 1385, Génova obtuvo de los marqueses que quedasen sujetos a la República mediante un dominio de tipo feudal.
En el siglo XV, sin embargo, la alianza con los Visconti primero, y con los Sforza después, permitió a los marqueses de Finale gozar de una cierta autonomía. No obstante, en el periodo de la llamada República Ambrosiana (el interregno entre las dos dinastías milanesas), Génova inició una guerra que se alargó entre 1447 y 1448 y que tuvo como resultado final el incendio de Finalborgo, capital del marquesado, la demolición de Castel Gavone y la completa sumisión a la República de Génova. A pesar de todo, en 1450, Giovanni I Del Carretto consiguió reconquistar Finale.
En el siglo XVI, Finale, gracias a los estrechísimos lazos con Andrea Doria, consiguió de nuevo la independencia, pero, a pesar de todo, Génova volvió a invadir el marquesado en 1558, haciendo leva de la población descontenta por las extremadas dificultades económicas por las que estaba atravesando debido a la última fase de la guerra hispano-gala precedente a la Paz de Cateau-Cambrésis y al rígido gobierno de Alfonso II del Carretto. Después de un efímero retorno del marqués, tuvo lugar una nueva revuelta popular fomentada por España, que deseaba asegurarse el dominio directo sobre la única escala ligur no dependiente de Génova y de esta forma atenuar su dependencia de la república construyendo un puerto en el vecino marquesado, un territorio que se encontraba bien conectada con sus dominios en el Milanesado y con los feudos imperiales del Monferrato. Este objetivo fue finalmente conseguido en 1598, cuando el último marqués Sforza, Andrea del Carretto, vendió a Felipe II todos sus derechos feudales sobre el territorio. El acuerdo fue ratificado por Felipe III en 1599, entrando en vigor sólo con la muerte de Andrea, en 1602. A partir de este momento, el Marquesado de Finale alcanzó un gran valor estratégico para la Monarquía Hispánica, ya que constituía la puerta marítima del Estado de Milán. Además desde el momento en que Felipe II consiguió el pleno dominio al adquirir el marquesado, los artífices de la Monarquía proyectaron diferentes enclaves portuarios, como el de Varigotti a cargo del capitán Giuseppe Vacallo.
No obstante, aunque Felipe II adquirió los derechos sobre el marquesado en 1598, el fuerte de Castelfranco ya estaba ocupado por tropas españolas desde 1571, cuando se supo que el marqués Alfonso II Caretto quería vender el feudo a los franceses. Desde entonces hubo guarnición española en dicho castillo, que mandaron, entre otros, Antonio de Olivera y Juan Manrique de Lara, pero la serie de castellanos no comienza hasta el 1 de octubre de 1602, cuando Pedro de Toledo juró el pleito homenaje ante el gobernador del Estado de Milán, Pedro Enríquez de Acevedo, Conde de Fuentes. La residencia de los gobernadores se trasladó a Castel Gavone.
España conservó la soberanía del marquesado hasta 1707 cuando el Milanesado fue conquistado por Eugenio de Saboya que se encontraba al mando de las tropas imperiales de los Habsburgo austríacos en el contexto de la Guerra de Sucesión Española. En 1713, el emperador Carlos VI vendió a la República de Génova el marquesado, que lo conservó hasta la unión de Liguria al Reino de Cerdeña en 1815.

## Marqueses de Finale

### Casa de los Del Carretto
- Enrico I (1162-h.1185)
- Enrico II (h.1185-1231)
- Giacomo (1231-1265)
- Antonio (1265-1313)
- Giorgio (1313-1359)
- Lazzarino I (1359-1392)
- Lazzarino II (1392-1412)
- Galeotto I (1412-1448)
- Giovanni I Lazzarino (1448-1468)
- Biagio Galeotto II (1468-1482)
- Alfonso I (1482-1517)
- Giovanni II (1517-1535)
- Alfonso II (1535-1583)
- Alessandro (1583-1596)
- Sforza Andrea (1596-1602)

Escudo Heráldico de los Del Carretto de Finale.

(De 1566 a 1602 el marquesado fue administrado por Comisarios Imperiales, que actuaban por cuenta de los últimos marqueses).

### Austrias españoles
- Filippo I (1602-1621)
- Filippo II (1621-1665)
- Carlo I (1665-1700)

Escudo de los Austrias españoles

La investidura de Felipe III fue solo concedida en 1619, la de Felipe IV en 1639 y la de Carlos II no está precisada. Bajo los monarcas españoles el marquesado fue administrado por un "Alcaide all'uso di Spagna". El alcaide era un oficial encargado en nombre del rey de comandar una fortaleza de propiedad real; sin embargo, la administración del Marquesado dependía del gobernador del Estado de Milán, que a su vez ostentaba el cargo de Capitán General (cargo de naturaleza militar).
Bajo el dominio español, el marquesado experimentó un notable desarrollo económico, cultural y artístico. Protegido bajo la bandera española y con el apoyo comercial de las grandes familias genovesas, contentas así de evitar el fisco de la República, los habitantes de Finale pudieron comerciar con todos los "mares españoles", de Mesina a las Islas Canarias.
Sobre todo a partir de 1635, inicio de la Guerra franco-española (1635-1659) miles de soldados españoles provenientes de Nápoles y Barcelona y con dirección a Milán para proseguir el teatro de la guerra en Flandes y Alemania (o viceversa) desembarcaron en Finale. Una guarnición de aproximadamente 2.000 soldados estaba estacionada en las poderosas fortificaciones construidas entre 1640 y 1645. Esta presencia, y los servicios necesarios para el mantenimiento de la misma, estimularon el desarrollo de actividades comerciales muy diversas. La presencia de las tropas españolas estimuló también la producción y exportación de barajas de cartas. Desde un punto de vista cultural, no se debe olvidar que Finale fue la única ciudad ligur, aparte de Génova, en la cual se llevó a cabo la impresión de libros.

### Casa de Borbón
- Filippo III (1700 - 1706)

El 1 de noviembre de 1700 moría en Madrid sin descendencia el rey Carlos II, último representante de la Casa de Austria, convirtiéndose en el nuevo rey de las Españas el nieto de Luis XIV, Felipe de Anjou, segundo hijo del Delfín de Francia según lo expuesto por Carlos II en su último testamento:

...declaro ser mi sucesor, en caso de que dios me lleve sin dejar hijos, al Duque de Anjou, hijo segundo del Delfín, y como tal le llamo a la sucesión de todos mis Reinos y dominios, sin excepción de ninguna parte de ellos...

En 1701, Luis XIV envió un ejército francés al mando del mariscal Catinat para ocupar en nombre de su nieto las posesiones españolas en el norte de Italia. En mayo de este año un ejército austríaco al mando del príncipe Eugenio de Saboya-Carignan entró a su vez en Italia. Los franceses trataron de hacerse con el mayor número posible de plazas fuertes, ya que la guerra parecía inevitable debido a la incorformidad del emperador Leopoldo I con el testamento de Carlos II, el cual añoraba que su hijo, el archiduque Carlos, se convirtiese en el nuevo monarca hispano. Asimismo se envió otro ejército a los Países Bajos españoles.
El 8 de enero de 1702, Felipe V, salió del puerto de Barcelona en una flota de 9 barcos de guerra franceses rumbo a Nápoles con la intención de pacificar el reino para posteriormente reembarcar para Finale siendo, por tanto, la primera vez en más de 100 años que un marqués del Finale visitaba su territorio.
De ahí fue a Milán, siendo recibido con entusiasmo por sus nuevos súbditos, e incorporándose en el río Po al ejército franco-español que estaba al mando del duque de Vendôme a comienzos de julio.
La primera batalla, en Santa Vittoria (Gualtieri) el 26 de julio supuso la destrucción del ejército del general Visconti, por las tropas franco-españolas a la que siguió una nueva victoria del ejército borbónico en la batalla de Luzzara (15 de agosto de 1702). El comportamiento del rey Felipe V en estas batallas fue brillante rayando lo temerario, no obstante, 12 de octubre el rey dejaba el frente dirigiéndose a Milán para desde allí embarcarse en Génova rumbo a España.
A pesar de estos éxitos iniciales de las tropas borbónicas, tras la sitio de Turín (1706), toda la Lombardía española, incluido el marquesado de Finale, cayeron en poder de los imperiales al mando del príncipe Eugenio de Saboya, por lo que el territorio quedó desvinculado para siempre de la Corona española, pasando a manos del archiduque Carlos, posteriormente electo emperador Carlos VI.

### Los Habsburgo de Austria
- Carlo II (1706 - 1713)

Estandarte personal de Carlos VI.

Tras la caída de la Lombardía Española en manos imperiales, las tropas hispano-francesas, debieron ceder el marquesado a las tropas del pretendiente Carlos III. En 1711 con la muerte del su hermano mayor, el emperador José I, Carlos III debió renunciar al título de rey de España para convertirse en emperador con el nombre de Carlos VI.
La Paz de Utrecht separó definitivamente a España, regida ya por la dinastía borbónica y privada de sus dominios italianos del marquesado.
La función de conexión que Finale había desarrollado durante el siglo precedente era ya inútil en el nuevo contexto europeo, por ello Carlos VI vendió el marquesado a la República de Génova el 20 de agosto de 1713 con la condición de que fuesen respetados los estatutos y la autonomía que los finaleses habían obtenido hasta ese momento.

## El último feudatario del Marquesado, la República de Génova

Bandera de la República Genovesa.

Para compensar el ingente desembolso monetario (2.400.000 florines) necesarios para la compra del marquesado, Génova tuvo que introducir nuevas gabelas o impuestos, a los que los finaleses trataron de oponerse en nombre de las garantías del contrato de venta solicitando para ello ayuda a la Corte de Viena, aunque de forma inútil.
La cuestión de Finale volvió de nuevo a la escena europea pocos años después debido al estallido de la Guerra de Sucesión Austriaca.
Para asegurarse a su único aliado en el continente europeo, el duque de Saboya, la emperatriz María Teresa I le promete la posesión del Marquesado de Finale (Acuerdos de Worms) aludiendo a que la venta efectuada por su padre (Carlos VI) no fe nunca ratificada por la Dieta Imperial. El 15 de septiembre de 1746, los piamonteses consiguieron finalmente apoderase de Finale, pero lo perdieron definitivamente el 18 de octubre de 1748 con la firma de la Paz de Aquisgrán.
Finale permanecerá en poder de Génova hasta 1795, cuando es ocupada por las tropas francesas, dejando de ser marquesado en 1797 cuando la república aristocrática de Génova como otras tantas instituciones medievales fueron abolidas por Napoleón Bonaparte para dar vida a la República Ligur.